# ルベン・ヴェソ
ルベン・ミゲル・ヌエス・ヴェソ（Rúben Miguel Nunes Vezo , 1994年4月25日 - ）は、ポルトガル共和国セトゥーバル県セトゥーバル出身のプロサッカー選手。ギリシャ・スーパーリーグのオリンピアコスFCに所属している。ポジションはDF。

## 来歴
1994年にカーボベルデ出身の父とポルトガル人との間にセトゥーバルで生まれる。2005年に地元のヴィトーリアFCのユースチームに入団。2013-14シーズンにトップチームに昇格し、2013年8月16日のFCポルト戦でプロデビューを果たした。
11月4日、スペイン・プリメーラ・ディビシオンのバレンシアCFへの移籍で合意。翌2014年1月に正式にバレンシアに移籍。2月8日のレアル・ベティス戦で、リーガ初出場。23日のグラナダCF戦では、移籍後初のスタメン出場を、試合終了間際の初ゴールで勝利した。
2016-17シーズンはグラナダCFでローン移籍でプレー。同シーズン終了後にバレンシアに復帰した。
2019年1月29日、レバンテUDへシーズン終了までのレンタル移籍。
2019年7月1日、レバンテUDへ完全移籍し、2024年までの契約を締結した。
2024年2月1日、オリンピアコスFCに移籍した。

## 代表歴
2013年から2年間、ユース世代のポルトガル代表に選出され、中心選手として活躍したが、まだフル代表招集までには至っていない。